# The Decline
The Decline is een ep van de Amerikaanse punkband NOFX. De cd-versie bevat slechts één nummer, namelijk "The Decline", een nummer dat meer dan 18 minuten duurt. Op de vinyl-versie staat een andere versie van het nummer "Clams Have Feelings Too" (van het album Pump Up the Valuum) op de B-kant. De tekst is grotendeels satire op de Amerikaanse politiek en wetten. Lars Nylander van de band Skankin' Pickle speelde trombone in het lied.
NOFX-zanger Fat Mike zei het volgende over het opnemen van het album:

Het opnemen was een nachtmerrie! Het opnemen van dit kutding was een totale nachtmerrie en het schrijven ervan ook. Ik ben blij dat we het gedaan hebben, maar we doen het niet nog een keer. We zijn drie verschillende keren teruggegaan naar de studio om dingen toe te voegen, te masteren en om te remixen. Het is geen rockopera zoals The Song Remains the Same ofzo. We hebben het idee van Subhumans, niet van Rush. Waarom een lied van 18 minuten? Gewoon om een keer iets anders te doen. We hebben al zoveel korte nummers gemaakt. In ieder geval, mijn advies is: "Never try this song at home"

Het nummer van Subhumans dat Fat Mike bedoelt is hoogstwaarschijnlijk het nummer "From the Cradle to the Grave", een nummer dat net iets minder dan 17 minuten duurt.
Op de Warped Tour editie van 2006 was NOFX een van de laatste bands die op de Main Stage speelden. Het regende en het begon te hagelen dus werd hen verteld dat ze hun set in moesten korten. Ze mochten nog één nummer spelen. Als grap kozen ze ervoor om alle 18 minuten van "The Decline" te spelen. Van tevoren informeerde Fat Mike het publiek: "Kevin says we can only play one more song. Too bad this next one is 18 minutes long."
Op het festival Jera On Air in 2018 werd het nummer volledig gespeeld, met ondersteuning van de lokale muziekvereniging De Peelklank.